# Bernard Alane
Bernard Alane (* 25. Dezember 1948 in Paris) ist ein französischer Schauspieler.
Bekannt wurde er vor allem durch zwei Filme von Édouard Molinaro:  In dem Film Onkel Paul, die große Pflaume spielt er die Rolle des 25-jährigen Paul Fournier, der sich, nachdem er im Eis eingefroren war, in Frankreich im Jahre 1905 wähnt. Der Film ist vor allem Vehikel für Louis de Funès als Mann der Enkelin (Claude Gensac) des Aufgetauten, für den nun ein Paris des Fin de siècle aufersteht. Als Comte Hector de Pont-Cassé in Mein Onkel Benjamin verhilft Alane dem jungen Liebespaar Claude Jade und Jacques Brel zum Glück. Danach war er vor allem Hauptdarsteller in TV-Filmen. Trotz des vielversprechenden Starts folgten im Kino zumeist Nebenrollen. Weitere Rollen spielte er u. a. in Molinaros Die Herren Dracula, Claude Chabrols Violette Nozière und Manoel de Oliveiras Der seidene Schuh. 
Anfang der 1970er-Jahre war Alane an der Comédie-Française engagiert. 1993 und 1997 erhielt er als Theaterschauspieler den Theaterpreis Molière. 
Seit Mitte der 1970er ist Bernard Alane vor allem im TV präsent, so als Held der Serie Die Eingeweihten von Eleusis (1975), neben Claude Jade als Camille Desmoulins in La passion de Camille et Lucile Desmoulins (1978) und in der Titelrolle der Voltaire-Verfilmung Zadig ou La destinée (1981).  

## Filmografie (Auswahl)
- 1969: Onkel Paul, die große Pflaume (Hibernatus), Regie: Édouard Molinaro
- 1969: Mein Onkel Benjamin (Mon oncle Benjamin), Regie: Édouard Molinaro
- 1973: Cagliostro, Miniserie, Regie: André Hunebelle
- 1975: Die Eingeweihten von Eleusis (Les Compagnons d'Eleusis), TV-Serie, Regie: Claude Grinberg
- 1975: Le bois dormant, Regie: Pierre Badel
- 1976: Die Herren Dracula (Dracula père et fils), Regie: Édouard Molinaro
- 1977: Pariser Leben (La vie parisienne), Regie: Christian-Jaque
- 1978: Les Amours sous la Révolution, Fernsehserie, Folge: La passion de Camille et Lucile Desmoulins, Regie: Jean-Paul Carrère
- 1978: Violette Nozière, Regie: Claude Chabrol
- 1982: Qu'est-ce qu'on attend pour être heureux !, Regie: Coline Serreau
- 1982: L'Été de nos quinze ans, Regie: Marcel Jullian
- 1983: Der seidene Schuh (Le soulier de satin), Regie: Manoel de Oliveira
- 1991: Jim Bergerac ermittelt (Bergerac; Fernsehserie, 1 Folge)
- 1995: Nestor Burmas Abenteuer in Paris (Nestor Burma; Fernsehserie, 1 Folge)
- 2001: Lippenbekenntnisse (Sur mes lèvres), Regie: Jacques Audiard
- 2002: La Crim’ (Fernsehserie, 1 Folge)
- 2002: In my skin (Dans ma peau), Regie: Marina de Van
- 2008: Agathe Cléry, Regie: Étienne Chatiliez
- 2010: Donnant Donnant, Regie: Isabelle Mergault